# Fumihito d'Akishino
El príncep hereu Fumihito de Akishino (皇嗣文仁親王, Kōshi Fumihito Shinnō) és l'actual príncep hereu de la dinastia Yamato, germà menor de l'emperador Naruhito i fill de l'emperador emèrit Akihito i l'emperadriu emèrita Michiko. Com a príncep hereu i germà de l'emperador, el príncep Akishino és el primer en la línia de successió de l'emperador del Japó. El seu fill, Hisahito d'Akishino és el segon en la línia de successió. Des de 1990, Fumihito rep el títol de príncep Akishino i des de 2019 el de príncep hereu amb l'ascensió del seu germà al tron i la manca d'hereu d'aquest. El seu tractament és el de "Sa Altesa Imperial el príncep Hereu Akishino".

## Biografia
El príncep Akishino va nàixer el 30 de novembre de 1965 a les 12 hores 22 minuts del matí a l'hospital de l'Agència de la Casa Imperial, al Palau Imperial de Tòquio i va rebre el nom personal de Fumihito i el títol de príncep Aya. Va estudiar l'educació primària i secundària al Gakushūin, l'escola de la noblesa japonesa, on es va fer un àvid jugador de tenis. L'abril de 1984, el príncep Aya va ingressar a la facultat de dret de la Universitat Gakushuin, on estudià dret i biologia. Després de graduar-se en ciències polítiques va estudiar taxonomia dels peixos al Saint John's College de la Universitat d'Oxford d'octubre de 1988 a juny de 1990.
Des de la mort del seu avi, l'emperador Showa, el 1989, l'ascensió al tron de son pare, l'emperador Akihito i el títol de príncep Hereu del seu germà, el Príncep Aya va esdevindre el segon en la línia de successió de l'emperador del Japó. El 29 de juny de 1990 el Príncep Aya es casà amb Kiko Kawashima, filla de Tatsuhiko Kawashima, professor d'economia a la Universitat Gakushuin. Kiko Kawashi era una plebea a qui el Príncep havia conegut quan els dos estudiaven a la universitat. Després de les noces, el príncep Aya va rebre de son pare l'emperador Akihito el títol de Príncep Akishino i l'autorització per a fundar una branca de la família, l'Akishino.
Els Prínceps Akishino van tindre la seua primera filla el 23 d'octubre de 1991, la Princesa Mako d'Akishino. L'octubre de 1996 el Príncep Akishino va rebre un doctorat en ornitologia pel Col·legi doctoral en recerca avançada. El 29 de desembre de 1994 va nàixer la segona filla dels Prínceps Akishino, la Princesa Kako d'Akishino. No seria fins al 6 de setembre de 2006 que naixeria l'únic fill varó de la família, el Príncep Hisahito d'Akishino, segon en la línia de successió al tron del Crisantem després de son pare.
L'any 2019, quan el seu germà Naruhito va ser coronat com a emperador, el Príncep Akishino va esdevindre Príncep Hereu i primer en la línia de successió, ja que el seu germà, l'emperador, no té cap hereu mascle. A més d'això, es preveu que el seu fill menor, Hisahito d'Akishino esdevinga emperador a la mort del seu oncle, ja que la Princesa Aiko de Toshi, la filla de l'emperador no pot heretar el tron pel fet de ser una dona.

## Condecoracions i honors

### Condecoracions
- Gran Cordó de la Suprema Orde del Crisantem.[5]
- Gran Creu de l'Orde de la Corona.[6][7]
- Cavaller de la Gran Creu de l'Orde al Mèrit de la República Italiana.[8]
- Gran Creu de l'Orde d'Adolf de Nassau.
- Gran Creu de l'Orde de la Corona.[9]
- Gran Creu de l'Orde del Sol del Perú.[10]
- Cavaller de la Gran Creu de l'Orde d'Isabel la Catòlica.[11]
- Comandant de la Gran Creu de l'Orde de l'Estrella Polar.

### Càrrecs honoraris
- Membre del Consell de la Casa Imperial.
- President de l'Institut Yamashita per a l'Ornitologia.
- President de l'Associació Japonesa de Zoològics i Aquàris.
- Patró de la Societat per a la Protecció del Gran Temple Sennyū.
- Patró de l'Organització de Benestar Social "Saiseikai".
- President honoràri de WWF Japó.
- Patró honoràri de l'Associació de Tenis del Japó.
- Patró honoràri de la Societat Japó-Holanda.
- Patró honoràri de l'Associació Nacional d'Aficionats a les Carabasses.
- President honoràri del comitè del Premi de l'Aigua del Japó.
- President honoràri de l'Associació Waksman del Japó.
- Vicepresident honoràri de la Societat Siam.
- Investigador extraordinari del museu de la Universitat de Tòquio.
- Professor convidat de la Universitat d'Agricultura de Tòquio.